# Дож на Венецианската република
„Дож на Венецианската република“ (на италиански: Doge della Repubblica di Venezia) е титлата на изборния държавен глава на Венецианската република в продължение на повече от десет века (от VIII до XVIII век). 
Длъжността е създадена през 697 г., когато Венецианската република е официално подчинена на Византийската империя. Първият дож е Паоло Лучо Анафесто. Предполага се, че първите дожи са били назначавани като наместници от Византия. До 1032 г. дожите имат практически неограничена власт в държавните, военните и църковните дела на републиката. С течение на времето правомощията им постепенно се ограничават и част от тях се прехвърлят на венецианската администрация. През 1268 г. се учредява и длъжността на вице-дожа.
Към дожа са се обръщали с титлите „Монсеньор и дож“, „Пресветлейши принц“, „Ваше Светлейшество“ или с оригиналното латинско Dux, т.е. херцог („командир“ или „генерал“).

## История
Разпространена в продължение на 1100 години и със 120 наследници (с изключение на припокриващото се съуправление в най-древните епохи), венецианската херцогска институция претърпява дълбока еволюцияː от примитивно военно значение тя първоначално бързо еволюира в монархическа форма и след това, едва в по-късен период – в републиканска съдебна система. Във Венеция тя има византийски произход, датиращ от назначаването на първия dux Паоло Лучо Анафесто през 697 г. за военен губернатор на Византийска Венеция от името на Равенския екзархат.
Изборът на dux е оспорван в периода 726 – 737 г. между венецианците и византийците и за кратко е прекъснат след прехвърлянето на властта на Магистър Милитум. Започвайки от 742 г., този избор е окончателно отстранен от имперския контрол, като по този начин се поставя началото на херцогската монархия, която продължава, с възходи и падения, до XI век. 

През първите три века на Венеция има 28 дожи, от които 14 са свалени – с ослепяване, подстригване на брадата и косата поради обезобразяване или принудителна тонзура (вид църковна подстрижка по византийски маниер), или са убити по време на бунтове. Четирима абдикират, един пада в битка и само девет умират от естествена смърт.
Първата стабилна форма на участие на венецианския патрициат в управлението на властта се появява още от първите векове в съдебната сфера чрез институцията на Curia ducis –  политико-административен орган, отговорен за изпълнението на някои политически функции. С първия конституционен закон на Венецианската република от 1032 г. започва неудържим процес на ограничаване и отнемане на херцогската власт от зараждащата се търговска аристокрация. Този процес продължава почти до края на Венецианската република през XVIII век, но още през XIII век той прави дожа формален суверен. Особено през IX-XII век някои дожи се опитват да трансформират властта си в наследствена или да се превърнат в принцове над другите благородници, но всеки техен опит е отблъснат от аристокрацията, която в крайна сметка прави дожа върховен магистрат и първи слуга на Венецианската република:
- 1032: на дожа е забранено да има сърегент и до него са поставени двама съветници, за да наблюдават работата му
- 1143: създаден е Consilium Sapientium (Голям съвет) със задачата да контролира управлението му
- 1148: Създава се Херцогската клетва (на лат. promissio domini ducis) – конституционната клетва, произнасяна от всеки дож на републиката при встъпването му в длъжност, с която обещава лоялност към републиката и се признават ограниченията на собствените правомощия.
- 1172: Изборът на дож е поверен на 11 избиратели
- 1175: Броят на съветниците му се увеличава на шест, за да образуват Херцогския съвет
- 1178: Постановено е, че отсега нататък ще бъдат избрани четирима от единадесетте избиратели на дожа със задачата да номинират други четиридесет, на които ще бъде поверен окончателният избор
- 1268: Изборите за дож са окончателно реформирани със сложна система от назначения и бюлетини и е създадена Колегия от обещаващи, която отговаря за изготвянето на персонализирана формула за клетва за всеки дож (за да се адаптира клетвата и по-конкретно да се противопостави интересите на всеки принц) и за проверка на спазването ѝ
- 1275: На дожа и на синовете му е забранено да се женят за чужди принцеси
- 1339: Абдикацията на дожа е забранена
- 1342: На дожите и на съпругите им е забранено да извършват търговски дейности
- 1343: Синовете на дожа са изключени от всички държавни магистратури
- 1367: На дожа е забранено да притежава земи извън Догадо (едно от трите териториални подразделения, на които е разделена Венецианската република, съответстващи на метрополната територия на столицата)
- 1391: Сенатът поема назначаването на епископите на територията на Венецианската република
- 1400: Постановено е, че Avogadori de Comun (Общинските адвокати) могат да изправят дожа на съд, както за публични, така и за частни действия
- 1501: Създадени са Инквизиторите на починалия дож, за да проучат след смъртта му действията му приживе

## Титли
Херцогската титла варира с течение на времето: от оригиналната humilis Dux provinciæ Veneciarum divina gratia Venetiæ Dux („Смирен херцог на провинция Венеция по Божията милост херцог на Венеция“), разширяването на адриатическите владения кара византийските императори да признаят първо, през 1004 г., титлата Dux Venetiæ et Dalmatiæ, Dux Veneticorum et Dalmatianorum („Херцог на Венеция и Далмация, херцог на венецианците и на далматинците“) и след това, през 1085 г., тази на Dux Venetiæ, Dalmatiæ, Chroatiæ („Херцог на Венеция, Далмация, Хърватия“). През 1148 г. папата признава дожа за Dominator Marchiae („Господар на Марке“), а от 1150 г. той също се провъзгласява за Totius Istriæ dominator („Господар на цяла Истрия“). От двора на Византия първите дожи имат почетните титли на: Imperialis ipathus („Имперски ипат“), Dux ac spatarius Veneticorum („Херцог спатарий на венецианците“), Imperialis patricius archispatus imperialis protosevastos или protosebaste („Имперски патриций архиспат, имперски протосеваст“). Споменът за титлата „спатарий“ остава в широкия меч, който се носи от патриций в процесията на дожа. Между 1204 и 1356 г. венецианските дожи имат и допълнителната титла Dominus Quartae Partis et Dimidiae Totius Imperii Romaniae („Господар на 3/4 от цялата Римска империя). Мирът с унгарците през 1358 г. води до елиминирането на препратките към Далмация и Хърватия с по-трезвото Dux Veneticorum et coetera („Херцог на венецианците и други“), което се запазва до края на Републиката.
В края на еволюцията на херцогската институция венецианците описват своя дож по следния начин: In Senatu senator, in foro civis, in habitu princeps („В Сената сенатор, във форума гражданин, в дрехата принц“) или по-често il segno di Taverna del Veneto Stato, тоест нищо повече от красив знак. Друг начин, по който е описана позицията на дожа, е фразата Princeps in sollemnitatibus, in curia senator, in urbe captivus, extra urbe reus („Принц в тържества, сенатор в сената, затворник в града, виновен извън града“), което показва от една страна позицията на голям престиж, но в същото време пълната зависимост на фигурата на дожа от венецианската държава.

## Първи дож
Основно за да се легитимира подчинението на дожа на аристокрацията, с течение на времето се развива легендата, свързана с избора на първия дож Паоло Лучо Анафесто (управлявал 697 – 727 г.). Според нея той е бил избран от 12-те древни венециански семейства, т.е. от свободните според наследството на изчезналата Римска република, и от духовенството. Следователно той не е бил принц, а пръв сред равни. Събитието се е провело в древната столица Ераклеа под егидата на конференция, организирана от патриарха на Градо. В катедралата е запазена великолепна мозайка в памет на мястото, където е отбелязано раждането на тази фигура.
Франческо Шрьодер, секретар на австрийското правителство (който пише указател на семействата, утвърдени като благороднически след предаването на Венето на австрийците), заявява: „От ранните дни на Републиката сем. Контарини идват от бреговете на Рейн до обитават венецианските острови. Има девет души, произлезли от тази линия, които покриват върховния държавен пост – това на дожа, и първият е Марко през 697 г.“ През 697 г. 12-те членове на основните семейства на Венеция избират един от тях (Марко Контарини) за принцепс (със същото августовско значение на „първи сред равни“). Поради тази причина някои източници (включително Енциклопедия Британика) считат Марко Контарини за първия дож на Венеция, а други (включително Енциклопедия Трекани) считат Паоло Лучо Анафесто за първия дук от официалния списък на 120-те дожи на Венеция, който започва точно през 697 г: Марко Аурелио Контарини е един от 12-те трибуни, избрали Паоло Лучо Анафесто през 697 г. с патронажа на патриарха на Градо. В действителност, следвайки римската традиция на двамата консули, венецианската общност идентифицира граждански и военен лидер. От семантична гледна точка „принцепс“ означава „пръв сред равни по власт“ (предшественик на термина „президент“), докато терминът „дож“ произлиза от римския dux – синоним на военен генерал. Паоло Лучо Анафесто е дож като dux (военен лидер), докато Марко Контарини е избран за принцепс от 12-те избиратели, бидейки принц на венецианците. По-късно двете роли са поети от един и същи човек, който всъщност се нарича „дож и принц“ едновременно.

## Процедура по избор на дож
Дожите са били избирани от най-богатите и влиятелни семейства във Венецианската република. До 1032 г. дожите са имали неограничена (еднолична) власт във всички държавни, военни и църковни дела. По-късно властта на дожа била ограничена с въвеждането на няколко алтернативни институции на властта. След 1172 г. процедурата по избиране на държавния глава се усложнява. Комитетът на 40-те избирал дожа от 4-ма кандидати от състава на Големия съвет. На изборите през 1229 г. Комитетът на 40-те се увеличил на 41 души, тоест нечетно количество членове.
От 1268 година до края на съществуването на титлата процедурата на избиране е включвала в себе си 11 гласувания. От 30 членове на Големия съвет се избирали 9 души; те са избирали 40 души, а от тези 40 са били избирани 12 души, които на свой ред са избирали 25 души. От тези 25 са били отсети 9-има, които избирали 45 гласоподаватели. След това от тези 45 души оставали 11 души. И накрая 11-те избирали 41 гласоподаватели, които избирали дожа.
Подобен метод на избиране бил създаден, за да зачете интересите на всички страни и да не допусне до висша длъжност наместник на каквато и да е партия или клан или човек, неспособен да управлява държавата. Когато дожът бил вече избран, той произнасял пред народа думите: „Това е вашият дож, ако това ви устройва“. След това давал обет, в който тържествено се заклевал да управлява съгласно закона и за благото на държавата. От 1268 година е въведена длъжност вице-дож, който подпомагал дожа при изпълнение на неговите функции.

## Права и задължения на дожа
Властта на дожа била ограничена от различни предписания. Така дожът нямал право да се появява на обществено място сам, не можел насаме да се среща с чуждестранни държавни глави или посланиците им, не можел самостоятелно да отваря официалната кореспонденция на републиката. дожът не можел да притежава собственост на територията на чужди държави.
Първоначално дожите управляват до смъртта си, макар че има случаи на оставки и принудително отстраняване от поста. Доходите на дожа за заемания пост не били големи. През 1501 г. се въвежда и процедура за посмъртно обезщетяване на вредите причинени от дожа по време на управлението му.
Едно от церемониалните задължения на дожа е участието му в церемонията „Годеж на дожа с морето“. Дожът хвърлял пръстен в Адриатическо море от държавната церемониална галера Бучинторо. Традицията се появява след 1000 г. за ознаменуване завладяването на Далмация от 26-тия дож Пиетро II Орсеоло.
Облеклото на дожа включва шапка-калпак с особена форма, меч, пурпурна или златиста мантия, с яка от хермелинова кожа, и червени ботуши. Ежегодно по време на Пасха дожът оглавява процесия от катедралата Сан Марко до женския манастир Сан Закариа, където игуменката на манастира му връчва нова шапка (corno ducale), ушита от монахините. Шапката се изработвала от брокат и имала формата на рог.

## Премахване на длъжността
Длъжността на дожа е премахната от Наполеон I Бонапарт през 1797 г. Венеция попада под властта на Австрия, като част от формите на управлението се запазват и по време на австрийската зависимост, но Венеция завинаги губи своята независимост и никога повече не се връща към института на дожа.